# モノクラ〜ベ
『モノクラ〜ベ』は、スカパー!と共同テレビジョンが制作し、BSスカパー!で放送されていたテレビ番組。
堀潤がMCを務める。この他に市場情勢や検証結果の解説を行う「御意見番」（家電コーディネーターの戸井田園子が出演することが多い）、競争させる2社を紹介する「サポーター」（公式サイトでは「推薦人」と書かれているが、本編での表現に合わせる。両サイド1名ずつ。なすなかにし、髭男爵が出演することが多い。）も出演。
2014年10月26日放送開始。シーズン11まで制作され、2019年3月26日の生放送特番まで放送された。

## 番組内容
家電製品や大手外食チェーンで競合する2社（市場シェアにより「圧倒的大手VSライバル複数社連合」の構成もある）の製品を競争させ、どちらが優れているかを評価することを意図した商品比較番組である。毎回、競合する商品の性能を競争的なテストを通じて比較し、ゲストがどちらの商品を選ぶかを競わせる。たとえば、お掃除ロボットであれば、2社の製品を用いて、特定の面積を一定時間でどれだけきれいに出来るかを競わせ、性能を比較する。このようなテストを数種類行い検証する。
「ありとあらゆるモノがあふれかえる現代、まさにメーカー大戦国時代!　ネットの普及で膨大な情報が錯綜する現在！実際、どの商品が一番優れているのか? 民放地上波では対スポンサーとの関係上絶対に出来ないスポンサー無視の番組がスカパー!を舞台に誕生した! つまり、メーカーへの配慮無し、どちらが優れているのかを徹底検証するガチンコ頂上決戦！」。
番組制作にあたり、取り上げるメーカーから一切協力を得ないことも特徴。そのため番組にメーカー担当者などは出演せず、ネガティブな検証結果や批判意見もそのまま放送している。また、大手外食チェーンを比較する場合も同様の理由から店内のカメラ撮影ができないため、レポートするサポーターが隠しマイクを忍ばせて音声だけを収録、カメラは外から遠巻きにサポーターの様子を撮影している。このような商品比較や厳しい批判意見は地上波民放ではCMスポンサーの関係上、NHKも中立を保つ立場から不可能である。その意味で、ダラケ! 〜お金を払ってでも見たいクイズ〜と同様に「地上波ではできない、スカパー!でしかありえない」ことを特徴としている。
シーズン2からは、番組独自の検証結果がカタログや取扱説明書の記載内容と異なる点について、サポーターが一般の消費者を装って相手メーカーのコールセンター等に電話し、担当者を追及する「モノ申す」もスタートしている。なおメーカー側の出演承諾はもちろんないので、電話口のメーカー担当者の声は個人が特定できないように加工している。

## 放送リスト

### シーズン1
| 回                       | タイトル                                                                       | サポーター                                     | ゲスト              | 御意見番                          |
| ------------------------ | ------------------------------------------------------------------------------ | ---------------------------------------------- | ------------------- | --------------------------------- |
| 第1回 2014年10月26日放送 | お掃除ロボット （iRobot「ルンバ」 VS シャープ「ココロボ」）                    | なすなかにし                                   | 北斗晶、 佐々木健介 | 戸井田園子 （家電コメンテーター） |
| 第2回 2014年11月2日放送  | ドラム型洗濯機 （日立「ビッグドラム」 VS 東芝「ザブーン」）                    | うしろシティ                                   | 辻希美              | 戸井田園子 （家電コメンテーター） |
| 第3回 2014年11月9日放送  | 牛丼 （すき家 VS 吉野家）                                                      | 千沙稀（すき家） アップルパイン みほ（吉野家） | 中村メイコ          | 清水均 （食品アドバイザー）       |
| 第4回 2014年11月16日放送 | オーブンレンジ （シャープ「ヘルシオ」 VS パナソニック「ビストロ」）            | なすなかにし                                   | 安めぐみ            | 戸井田園子 （家電コメンテーター） |
| 第5回 2014年11月23日放送 | 炊飯器 （三菱電機「本炭釜」 VS 象印「極め羽釜」）                              | なすなかにし                                   | 堀ちえみ            | コヤマタカヒロ （家電ライター）   |
| 第6回 2014年11月30日放送 | 美容家電 （パナソニック 5製品 VS 競合家電メーカー 5社連合5製品（1社1製品ずつ） | アップルパイン                                 | 酒井法子            | 奈部川貴子 （美容ジャーナリスト） |

### シーズン2
| 回                      | タイトル                                                                                               | サポーター     | ゲスト                 | 御意見番                                                  |
| ----------------------- | --- | -------------- | ---------------------- | --------------------------------------------------------- |
| 第1回 2015年2月1日放送  | 「冷蔵庫」徹底比較SP! （三菱電機 VS パナソニック）                                                     | なすなかにし   | 保田圭                 | 戸井田園子 （家電コーディネーター）                       |
| 第2回 2015年2月8日放送  | 立ち食いそば （富士そば VS ゆで太郎）                                                                  | U字工事        | 矢口真里               | 坂崎仁紀 （大衆そば研究家）                               |
| 第3回 2015年2月15日放送 | デジタルカメラ （キヤノン VS パナソニック）                                                            | アップルパイン | 小森純                 | ゴン川野 （AV家電評論家・ All Aboutデジタルカメラガイド） |
| 第4回 2015年2月22日放送 | 洗剤 （花王 VS ライオン）                                                                              | なすなかにし   | ファンタジスタさくらだ | 塩原みゆき （FCG総合研究所）                              |
| 第5回 2015年3月1日放送  | ハンバーガー （マクドナルド VS ロッテリア）                                                            | うしろシティ   | 夏樹陽子               | 白根智彦 （ハンバーガー評論家）                           |
| 第6回 2015年3月8日放送  | 家庭用一体型便器（タンクレストイレ） （TOTO「ネオレストAHタイプ」 VS パナソニック「アラウーノTYPE1」） | なすなかにし   | 小倉優子               | 尾間紫 （住宅リフォームコンサルタント・ 一級建築士）      |

### シーズン3
| 回                      | タイトル                                                       | サポーター       | ゲスト     | 御意見番                    |
| ----------------------- | -------------------------------------------------------------- | ---------------- | ---------- | --------------------------- |
| 第1回 2015年5月10日放送 | コードレス掃除機 （東芝 VS ダイソン）                          | U字工事          | 三船美佳   | 戸井田園子                  |
| 第2回 2015年5月17日放送 | 宅配ピザ （ピザーラ VS ピザハット）                            | なすなかにし     | 八代亜紀   | 重盛高雄 (フードアナリスト) |
| 第3回 2015年5月24日放送 | オーブントースター （象印 VS パナソニック）                    | オジンオズボーン | 安田美沙子 | 戸井田園子                  |
| 第4回 2015年5月31日放送 | ブラジャー （ワコール VS トリンプ）                            | アルミカン       | 杉原杏璃   | 青山まり                    |
| 第5回 2015年6月7日放送  | コンビニ （セブン-イレブン VS ローソン）                       | うしろシティ     | 鈴木奈々   | 田矢信二 （コンビニ研究家） |
| 第6回 2015年6月14日放送 | スマートフォン （アップル「iPhone 6」 VS ソニー「Xperia Z3」） | なすなかにし     | 島崎和歌子 | 石川温                      |

### シーズン4
| 回                      | タイトル                                                              | サポーター   | ゲスト     | 御意見番                                        |
| ----------------------- | --------------------------------------------------------------------- | ------------ | ---------- | ----------------------------------------------- |
| 第1回 2015年8月2日放送  | ビール （アサヒ「スーパードライ」 VS キリン「一番搾り」）             | なすなかにし | 佐藤仁美   | 藤原ヒロユキ （日本ビアジャーナリスト協会会長） |
| 第2回 2015年8月9日放送  | 殺虫剤 （アース製薬 VS キンチョウ）                                   | うしろシティ | 熊田曜子   | 小松謙之                                        |
| 第3回 2015年8月16日放送 | カップ焼きそば （日清「日清焼そばU.F.O.」 VS まるか食品「ペヤング」） | イワイガワ   | 黒沢かずこ | 大山即席斎                                      |
| 第4回 2015年8月23日放送 | 電動アシスト自転車 （ヤマハ VS パナソニック）                         | なすなかにし | 益若つばさ | コヤマタカヒロ                                  |
| 第5回 2015年8月30日放送 | お弁当（持ち帰り弁当） （ほっともっと VS 本家かまどや）               | 髭男爵       | 菊地亜美   | 松本圭司                                        |
| 第6回 2015年9月6日放送  | ボディケア商品 （花王 VS 資生堂）                                     | なすなかにし | IMALU      | 米村亜希子 （美容アドバイザー）                 |

### シーズン5
| 回                      | タイトル | サポーター   | ゲスト             | 御意見番                                                                   |
| ----------------------- | --- | ------------ | ------------------ | -------------------------------------------------------------------------- |
| 第1回 2016年4月10日放送 | 空気清浄機 （シャープ VS ダイキン） | なすなかにし | 春香クリスティーン | 戸井田園子 （家電コーディネーター）                                        |
| 第2回 2016年4月17日放送 | 讃岐うどん （はなまる VS 丸亀製麺） | 髭男爵       | 中野美奈子         | はんつ遠藤 （フードジャーナリスト）                                        |
| 第3回 2016年4月24日放送 | 無料スマホアプリ （地図アプリ：Google VS Yahoo!） （翻訳アプリ：Google翻訳 VS NariTra） （写真アプリ：ユーキャムメイク VS ビューティープラス） | ザ・たっち   | 川田裕美           | 中谷仁 （デジタル系雑誌の編集プロダクション 「株式会社ノーリ」代表取締役） |
| 第4回 2016年5月1日放送  | お菓子 （グリコ VS ロッテ） | なすなかにし | LiLiCo             | 久須美雅士 （コンビニお菓子研究家）                                        |
| 第5回 2016年5月8日放送  | 電気調理鍋 （シャープ VS 象印） | なすなかにし | 虻川美穂子         | 戸井田園子 （家電コーディネーター）                                        |
| 第6回 2016年5月15日放送 | ドッグフード （ユニ・チャーム VS 日本ペットフード）                                                                                            | 髭男爵       | 佐藤藍子           | いちかわあやこ （ペット栄養管理士）                                        |

### シーズン6
| 回                      | タイトル                                                                         | サポーター     | ゲスト     | 御意見番                      |
| ----------------------- | -------------------------------------------------------------------------------- | -------------- | ---------- | ----------------------------- |
| 第1回 2016年8月7日放送  | 最先端高級扇風機 （パナソニック「創風機Q」 VS ダイソン「Pure Cool Link」）       | なすなかにし   | 熊切あさ美 | 戸井田園子 （家電評論家）     |
| 第2回 2016年8月14日放送 | 消臭剤 （P&G「ファブリーズ」 VS 花王「リセッシュ」）                             | ザ・たっち     | 彦摩呂     | 外崎肇一 （消臭剤専門家）     |
| 第3回 2016年8月21日放送 | 布団クリーナー （Panasonic「ふとん掃除機」 VS 東芝「トルネオ ヴイ コードレス」） | なすなかにし   | 福田萌     | 戸井田園子 （家電評論家）     |
| 第4回 2016年8月28日放送 | 回転寿司 （スシロー VS はま寿司）                                                | 髭男爵         | 松村邦洋   | 柳生九兵衛 （回転寿司研究家） |
| 第5回 2016年9月4日放送  | レトルトカレー （ハウス食品「咖喱屋カレー」 VS エスビー食品「おいしいカレー」）  | さらば青春の光 | 武蔵       | 井上岳久 （カレー研究家）     |
| 第6回 2016年9月11日放送 | ホームベーカリー （パナソニック「SD-BMT1001」 VS 象印「パンくらぶ BB-SS10」）    | なすなかにし   | 雛形あきこ | 戸井田園子 （家電評論家）     |

### シーズン7
| 回                      | タイトル                                                                                | サポーター   | ゲスト       | 御意見番                          |
| ----------------------- | --------------------------------------------------------------------------------------- | ------------ | ------------ | --------------------------------- |
| 第1回 2017年1月29日放送 | 超音波式加湿器 （カドー「ヒューミディファイア」 VS ダイソン「ハイジェニック・ミスト」） | なすなかにし | 西山茉希     | 戸井田園子 （家電評論家）         |
| 第2回 2017年2月5日放送  | コンビニ対決～冬の陣～SP！ （セブン-イレブン VS ファミリーマート）                      | ザ・たっち   | 嗣永桃子     | 田矢信二 （コンビニ研究家）       |
| 第3回 2017年2月12日放送 | 電子タバコ （フィリップモリス「IQOS」 VS JT「プルーム・テック」）                       | 髭男爵       | キンタロー。 | 城山貴浩 （ベイプトウキョウ赤坂） |
| 第4回 2017年2月19日放送 | 冷凍食品 （マルハニチロ VS ニチレイ）                                                   | なすなかにし | 中村静香     | 西川剛史 （冷凍生活アドバイザー） |
| 第5回 2017年2月26日放送 | シアトル系コーヒーショップ （スターバックス VS タリーズコーヒー）                       | だーりんず   | 筧美和子     | 阪本義治 （バリスタトレーナー）   |
| 第6回 2017年3月5日放送  | スーツ （洋服の青山 VS AOKI）                                                           | なすなかにし | 東国原英夫   | 南充浩 （ファッションライター）   |

### シーズン8
| 回                      | タイトル                                                                | サポーター   | ゲスト                | 御意見番                            |
| ----------------------- | ----------------------------------------------------------------------- | ------------ | --------------------- | ----------------------------------- |
| 第1回 2017年6月25日放送 | 最新炊飯器 （バルミューダ VS バーミキュラ）                             | なすなかにし | 押切もえ              | 戸井田園子 （家電評論家）           |
| 第2回 2017年7月2日放送  | 王将 （餃子の王将 VS 大阪王将）                                         | だーりんず   | みちょぱ （池田美優） | 重盛高雄 （フードアナリスト）       |
| 第3回 2017年7月9日放送  | ノンフライヤー （T-fal VS PHILIPS）                                     | なすなかにし | 紅蘭                  | 戸井田園子 （家電コーディネーター） |
| 第4回 2017年7月16日放送 | 低価格とんかつチェーン店 （かつや VS 松のや）                           | 髭男爵       | 磯山さやか            | 柳生九兵衛 （B級グルメ王）          |
| 第5回 2017年7月23日放送 | 最新お掃除ロボット （iRobot「ルンバ900」 VS Neato「Botvac Connected」） | なすなかにし | テリー伊藤            | 戸井田園子 （家電コーディネーター） |
| 第6回 2017年7月30日放送 | プライベートブランド （セブン-イレブン VS ファミリーマート）            | だーりんず   | ひかぷぅ              | 田矢信二 （コンビニ研究家）         |

### シーズン9
| 回                       | タイトル                                                                                              | サポーター   | ゲスト       | 御意見番                              |
| ------------------------ | --- | ------------ | ------------ | ------------------------------------- |
| 第1回 2017年10月22日放送 | 高級ブレンダー （Vitamix「PRO750」 VS パナソニック「e-PRO ハイパワーミキサーMX-XE901」）              | なすなかにし | 泉里香       | 戸井田園子 （家電コーディネーター）   |
| 第2回 2017年10月29日放送 | 缶詰 （売れ筋1位の業界王者 VS 実力派の挑戦者）                                                        | だーりんず   | 茂木健一郎   | 黒川勇人 （缶詰博士）                 |
| 第3回 2017年11月5日放送  | プレス付き衣類スチーマー （パナソニック「NI-FS530」 VS ティファール「2in1スチームアンドプレス8630」） | だーりんず   | いとうまい子 | 戸井田園子 （家電評論家）             |
| 第4回 2017年11月12日放送 | 牛丼店対決2 （すき家 VS 吉野家）                                                                      | なすなかにし | 緑川静香     | 重盛高雄 （フードアナリスト）         |
| 第5回 2017年11月19日放送 | 100円ショップ （ダイソー VS セリア）                                                                  | だーりんず   | ぺえ         | ひだかちかこ （100円ショップマニア）  |
| 第6回 2017年11月26日放送 | 電動ミル付きコーヒーメーカー （パナソニック VS 象印）                                                 | なすなかにし | 猪瀬直樹     | 安蔵靖志 （家電製品総合アドバイザー） |

### シーズン10
| 回                      | タイトル                                                    | サポーター                        | ゲスト     | 御意見番                                  |
| ----------------------- | ----------------------------------------------------------- | --------------------------------- | ---------- | ----------------------------------------- |
| 第1回 2018年4月8日放送  | ドライブレコーダー                                          | だーりんず                        | 丸山桂里奈 | 岡崎五郎                                  |
| 第2回 2018年4月15日放送 | カレーチェーン店 （CoCo壱番屋 VS 日乃屋カレー）             | なすなかにし                      | 谷まりあ   | 飯塚敦 （カレーライター）                 |
| 第3回 2018年4月22日放送 | ワイヤレスイヤホン （Apple「AirPods」 VS SONY「WF-1000X」） | 髭男爵                            | GENKING    | 有馬正晃 （イヤホン専門店バイヤー）       |
| 第4回 2018年4月29日放送 | パン製造企業 （山崎製パン VS フジパン）                     | 高田紗千子（梅小鉢）、 紺野ぶるま | 加藤ナナ   | 片山智香子 （パン料理研究家）             |
| 第5回 2018年5月6日放送  | 格安スマホ （SHARP VS Huawei）                              | なすなかにし                      | クリス松村 | 石川温 （スマホ、ケータイジャーナリスト） |
| 第6回 2018年5月13日放送 | ファミレス （デニーズ VS ロイヤルホスト）                   | さらば青春の光                    | 森崎友紀   | はんつ遠藤 （フードジャーナリスト）       |

### シーズン11
| 回                       | タイトル                                                                             | サポーター     | ゲスト     | 御意見番                        |
| ------------------------ | ------------------------------------------------------------------------------------ | -------------- | ---------- | ------------------------------- |
| 第1回 2018年10月7日放送  | スマートスピーカー （Amazon Echo VS Google Home）                                    | 髭男爵         | Bose       | 小口覺                          |
| 第2回 2018年10月14日放送 | 串カツチェーン店 （串カツ田中 VS 串かつでんがな）                                    | なすなかにし   | 井上咲楽   | はんつ遠藤                      |
| 第3回 2018年10月21日放送 | 宅配便 （ヤマト運輸「クロネコヤマト」 VS 日本郵便「ゆうパック」）                    | だーりんず     | 板野友美   | 刈屋大輔 （物流ジャーナリスト） |
| 第4回 2018年10月28日放送 | 無煙ロースター （ザイグル「ザイグルハンサム」 VS アラジン「グラファイトグリラー」）  | さらば青春の光 | 稲村亜美   | 戸井田園子                      |
| 第5回 2018年11月4日放送  | 男性美容家電 （パナソニック VS メーカー連合軍）                                      | なすなかにし   | クリス松村 | 藤村岳 （男性美容研究家）       |
| 第6回 2018年11月11日放送 | 音声翻訳機 （ソースネクスト「ポケトークW」 VS フューチャーモデル「イージーコミュ」） | ザ・たっち     | あびる優   | 中山智                          |

### 生放送特番
| 回                 | タイトル | サポーター                  | ゲスト                                                              | 御意見番                          |
| ------------------ | --- | --------------------------- | ------------------------------------------------------------------- | --------------------------------- |
| 2015年12月13日放送 | 2015 年末スペシャル 「コンドーム」「大人用紙おむつ」 | なすなかにし、 うしろシティ | マイケル富岡、 バービー（フォーリンラブ）、 藤谷慶太朗（ROOT FIVE） |                                   |
| 2019年3月26日放送  | 「スマホ周辺機器」対決! （スマートウォッチ：Apple Watch VS Galaxy Watch） （モバイルバッテリー：ANKER VS cheero） （液晶保護フィルム：ELECOM VS NIMASO） | 髭男爵、 なすなかにし       | 近藤千尋                                                            | 柳谷智宣 （スマートフォン専門家） |